# University at Albany, The State University of New York
Die University at Albany, The State University of New York (UAlbany SUNY) ist eine Universität von New York, einem Bundesstaat der Vereinigten Staaten, in Albany. Mit rund 17.000 Studenten ist sie ein großer Standort der State University of New York.
1844 wurde die Albany State Normal School gegründet und in ihrer Geschichte mehrfach umbenannt.

Logo der Albany Great Danes

Die Universität ist Partner der Major Cities of Europe IT Users Group.

## Bekannte Professoren
- Richard E. Stearns (* 1936), Informatiker
- Gonzalo Torrente Ballester (1910–1999), Schriftsteller
- Vincent Joseph Schaefer (1906–1993), Chemiker und Meteorologe
- Alice Rosenstein (1898–1991), Neurologin

## Bekannte Absolventen
- Mike Arcuri (* 1959), ehemaliger Bezirksstaatsanwalt in Oneida County (New York) und Politiker
- Rolf Claessen (* 1972), Patentanwalt
- Randy Cohen, ehemaliger Schreiber für David Letterman und Journalist bei der New York Times
- Ellen Datlow (* 1949), Horror-, Fantasy- und Science-Fiction-Herausgeberin
- Jamie Gold (* 1969), Pokerspieler
- Harold Gould (1923–2010), Schauspieler (The Sting, Rhoda, Golden Girls)
- Loni Hui (* 1989), Pokerspielerin
- Timothy James Knab (* 1949), Anthropologe
- Lawrence Korb, Politiker
- John Kourakos, Präsident von Tommy Jeans
- Gregory Maguire (* 1954), Schriftsteller
- Harvey Milk (1930–1978), Politiker und Bürgerrechtler der Homosexuellenbewegung
- Susan Molinari (* 1958), ehemaliges US-Kongressmitglied
- D. B. Woodside (* 1969), Schauspieler (Buffy – Im Bann der Dämonen, 24)

## Sport
Das Sportteam sind die Great Danes. Die Universität ist Mitglied in der America East Conference.